# Abu Salabih
Abu Salabih je skupina nizkih gomil (tellov) okoli 20 km severozahodno od starodavnega Nipurja v provinci Al-Qādisiyyah, Irak. Na tem mestu je bila sredi 3. tisočletja pr. n. št. majhna sumerska mestna država, kulturno povezana z mesti Kiš, Mari in Ebla. Njeno ime ni znano, lahko pa bi bil Ereš. Thorkild Jacobsen je pred začetkom izkopavanj domneval, da gre za Kiš. Mestna gonilna sila in prometnica je bil Evfrat. Ko je reka sredi 3. tisočletja pr. n. št. spremenila svoje korito, je mesto propadlo. Po zgodnjem dinastičnem obdobju so od njega ostali samo erodirani sledovi. Najdišče je sestavljeno iz več gomil. Glavna, obdana z obzidjem, je iz zgodnjedinastičnega obdobja in meri 12 ha. Zahodna (uruška) meri 10 ha in južna 8 ha.

## Arheologija
Abu Salabih je leta  1963 in 1965 kot prva raziskovala skupina ameriških arheologov iz Orientalskega instituta Čikaga pod vodstvom Donalda P. Hansena. Med raziskavami, ki so trajale osem tednov, so našli okoli 500 tablic in fragmentov z nekaj besedili najstarejše znane mezopotamske književnosti.
Po letu 1975 je bilo najdišče v britanski domeni. Arheologi pod vodstvom Nicholasa Postgatea so za Britansko šolo za arheologijo v Iraku raziskovali do leta 1989. Raziskave je leta 1990 prekinila iraška invazija na Kuvajt. Vsi načrti za nadaljnje raziskave so zaradi političnega stanja v Iraku prekinjeni. 
V zgodnjem uruškem obdobju je imelo mesto pravokotno obliko in majhno, a pomembno deponijo klinopisnih besedil na okoli 500  glinastih tablicah. Tablice so bile shranjene v Muzeju Iraka v Bagdadu in bile med plenjenjem muzeja na začetku druge iraške vojne ukradene in večinoma izgubljene. Na srečo so bile pred tem že skrbno dokumentirane. Tablice, po datumu in vsebini skladne s tistimi iz Šurupaka (današnja Fara, Irak), vsebujejo šolska in književna besedila, besednjake, nekaj administrativne dokumentacije, pa tudi Navodila Šurupaka, dobro znano sumersko  "modro" besedilo, katerega najstarejši znani prepis so našli prav v Abu Salabihu. Na seznamu božanstev je najstarejša znana omemba semitskega boga Baala. Postgateov interdisciplinarni pristop je omogočil rekonstruirati vsakdanje življenje v majhnem sumerskem mestu, vključno z življenjem najpreprostejših nepismenih meščanov.

## Vir
- Herrmann, Wolfgang (1999), »Baal«, Dictionary of Deities and Demons in the Bible, 2nd ed., Grand Rapids: Wm. B. Eerdmans Publishing, str. 132–139.